# 沙丘：預言
《沙丘：預言》（英語：Dune: Prophecy）是一部美國科幻類網絡劇集，改編自法蘭克·赫伯特創作的同名系列小說《沙丘》。影集圍繞故事中強大的女性組織貝尼·傑瑟雷特展開，故事背景設定為2021年電影《沙丘》的前傳。丹尼·維勒納夫將執導試播集，他與喬·斯派茨共同擔當編劇。影集於2024年11月19日在線上串流媒體平台Max首播。

## 劇情
影集圍繞故事中強大的女性組織貝尼·傑瑟雷特展開，其中的女性學生在經過身體和心智訓練之後可以獲得超人類的力量和能力。

## 集數
| 集數 | 標題         | 導演             | 編劇                                         | 上線日期       |
| ---- | ------------ | ---------------- | -------------------------------------------- | -------------- |
| 1    | 隱藏的手     | Anna Foerster    | Diane Ademu-John                             | 2024年11月17日 |
| 2    | 兩匹狼       | John Cameron     | Elizabeth Padden and Kor Adana               | 2024年11月24日 |
| 3    | 姐妹會至上   | Richard J. Lewis | Monica Owusu-Breen and Jordan Goldberg       | 2024年12月1日  |
| 4    | 重生         | Richard J. Lewis | Kevin Lau & Suzanne Wrubel                   | 2024年12月8日  |
| 5    | 鮮血中的真相 | Anna Foerster    | Carlito Rodriguez & Leah Benavides Rodriguez | 2024年12月15日 |
| 6    | 專橫的敵人   | Anna Foerster    | Elizabeth Padden & Suzanne Wrubel            | 2024年12月22日 |

## 製作

### 開發
2019年6月10日，傳奇電視宣佈將製作2021年電影《沙丘》的衍生電視劇，計劃於華納媒體的線上串流媒體平台首播。影集圍繞故事中強大的女性組織「貝尼·潔瑟睿德女修會」（偶爾會稱作「姐妹會」）展開，為電影《沙丘》的前傳。丹尼·維勒納夫將執導試播集，他與喬·斯派茨共同擔當編劇，兩人與原著小說作者布賴恩·赫伯特共同擔當執行監製。影集獲得華納媒體的整季預訂。
在該項目宣佈之後，製作團隊因缺少像法蘭克·赫伯特的孫女金·赫伯特（Kim Herbert）這樣的女性成員遭到外界批評。2019年7月，达娜·卡尔沃（Dana Calvo）被聘為執行監製，她與喬·斯派茨共同擔當節目統籌。2019年11月，喬·斯派茨離開該項目，不再擔當節目統籌，將創作重心轉移至《沙丘》的續集電影上，但繼續擔當執行監製。《好萊塢報導》稱傳奇電視因不滿意喬·斯派茨作為節目統籌完成的早期工作而辭退了他。2021年7月，黛安·阿德姆-約翰（Diane Ademu-John）接替斯派茨擔當節目統籌。

### 拍攝
影集的主體拍攝原計劃於2020年11月2日在匈牙利布達佩斯和約旦開機，由未知原因延遲拍攝。

## 資料來源
1. ↑  Eddy, Cheryl. . io9. 2019-06-10  [2019-07-02]. （原始内容存档于2019-07-01） （美国英语）.
2. ↑  Silliman, Brian. . syfy. 2019-06-10  [2019-06-28]. （原始内容存档于2019-07-01） （美国英语）.
3. ↑  Spangler, Todd. . Variety. Penske Media Corporation. 2019-07-09  [2019-07-09]. （原始内容存档于2019-07-09） （美国英语）.
4. ↑  Welch, Chris. . The Verge. Vox Media. 2019-07-09  [2019-07-09]. （原始内容存档于2019-08-22） （美国英语）.
5. ↑  Polo, Susana. . polygon. 2019-06-10  [2019-07-02]. （原始内容存档于2019-07-01） （美国英语）.
6. ↑  FASHINGBAUER COOPER, GAEL. . cnet. 2019-06-10  [2019-07-02]. （原始内容存档于2019-07-01） （美国英语）.
7. ↑  Otterson, Joe. . Variety. 2019-06-10  [2019-06-28]. （原始内容存档于2019-06-11） （美国英语）.
8. ↑  Goldberg, Lesley. . The Hollywood Reporter. 2019-06-10  [2019-06-28]. （原始内容存档于2019-06-21） （美国英语）.
9. ↑  Crucchiola, Jordan. . vulture. 2019-06-10  [2019-07-02]. （原始内容存档于2019-07-01） （美国英语）.
10. ↑  Andreeva, Nellie. . deadline. 2019-06-10  [2019-06-28]. （原始内容存档于2019-06-28） （美国英语）.
11. ↑  Asher-Perrin, Emily. . Tor.com. 2019-06-11  [2019-07-17]. （原始内容存档于2019-06-29） （美国英语）.
12. ↑  Tarr, Judith. . Tor.com. 2019-07-16  [2019-07-17]. （原始内容存档于2019-07-16） （美国英语）.
13. ↑  Petski, Denise. . Deadline Hollywood. Penske Media Corporation. 2019-07-23  [2019-07-24]. （原始内容存档于2019-07-23） （美国英语）.
14. ↑  Schaefer, Sandy. . Screen Rant. 2019-07-23  [2019-07-24]. （原始内容存档于2019-07-24） （美国英语）.
15. ↑  Sharf, Zack. . IndieWire. Penske Media Corporation. 2019-11-05  [2020-01-07]. （原始内容存档于2019-12-11） （美国英语）.
16. ↑  Goldberg, Lesley. . The Hollywood Reporter. 2019-11-05  [2020-01-12]. （原始内容存档于2019-12-16） （美国英语）.
17. ↑  Otterson, Joe. . Variety. 2021-07-22  [2021-07-22]. （原始内容存档于2021-07-22） （美国英语）.
18. ↑  . productionlist.com. 2020-05-07  [2020-05-08]. （原始内容存档于2020-05-11） （美国英语）.

## 外部連結
- 互联网电影数据库（IMDb）上《沙丘：預言》的资料（英文）